# Pornhub
Pornhub — один з найпопулярніших порносайтів у світі. Заснований у 2007 році, він входить до десятки найпопулярніших сайтів світу і трійки найпопулярніших порносайтів станом на липень 2020 року. Власником сервісу є компанія MindGeek, яка володіє низкою порнографічних сервісів. Pornhub доступний по всьому світі, але заблокований у деяких країнах, зокрема Пакистані, Індії та Китаї. Мови сайту: англійська, німецька, французька, іспанська, італійська, португальська, польська, японська, російська. Штаб-квартира знаходиться в Монреалі, Канада; також сервіс має офіс та сервери у Лімасолі (Кіпр).
Сайт дозволяє відвідувачам переглядати порнографічні відео з різних категорій, включаючи професійну та аматорську порнографію, або завантажувати та ділитися власними відео. У грудні 2020 року після викриття New York Times порнопомсти й торгівлі сексом без згоди, а також пов'язаної з цим потенційної негативної реакції, платіжні процесори MasterCard і Visa скоротили свої послуги Pornhub, який потім видалив усі відео, завантажені неперевіреними користувачами, зменшивши кількість загальний вміст від 13 мільйонів до 4 мільйонів відео. Документальний фільм 2023 року Money Shot: The Pornhub Story розповідає про протидію Pornhub і погляди деяких виконавців порнографії.
Pornhub бере участь у соціальних кампаніях, зокрема, спрямованих на боротьбу із раком грудей та екологічних ініціатив. Компанію неодноразово критикували через відеозаписи зґвалтування і порнографії, опублікованої без згоди усіх сторін, а також дитячої порнографії.
Європейська комісія визначила платформи контенту для дорослих Pornhub, Xvideos і Stripchat як так звані дуже великі онлайн-платформи, які відвідують в середньому понад 45 мільйонів європейців щомісяця. До квітня 2024 року порносайти повинні будуть дотримуватися додаткових зобов'язань щодо боротьби з незаконним і шкідливим контентом відповідно до Закону Європейського Союзу про цифрові послуги (DSA). Штрафи за порушення правил можуть досягати 6 відсотків світового обороту.

## Історія
Pornhub був запущений 25 травня 2007 року веб-розробником Меттом Кізером як вебсайт у компанії Interhub. У березні 2010 року компанію придбав Фабіан Тілманн як частину конгломерату Manwin (нині відомого як Aylo). У 2013 році Тілманн продав свою частку в компанії Ферасу Антуну та Девіду Тассільо, які до 2022 року обіймали посади генерального директора та головного операційного директора відповідно.
Щоб запровадити якісне курування на сайті, компанія запустила службу під назвою «Pornhub Select» у жовтні 2013 року. 9 жовтня 2013 року Pornhub також запустив вебсайт курування вмісту під назвою «PornIQ», який використовує алгоритм для створення персоналізованих списків відтворення відео для глядача на основі ряду факторів, включаючи їхні порнографічні уподобання, час доби, коли вони відвідують вебсайт, у якій частині світу вони живуть і скільки часу в глядача є для перегляду відео.
У червні 2015 року Pornhub оголосив про те, що збирається зняти порнографічний фільм про реальний секс у космосі під назвою Sexplorations. Сайт сподівався запустити місію та зняти фільм у 2016 році, самостійно покриваючи витрати на підготовку та постпродакшн, але запросив 3,4 мільйона доларів від краудфандерів Indiegogo. Якби фінансування було отримано, фільм мав би вийти в прокат у 2016 році після шестимісячного навчання двох виконавців і знімальної групи з шести персон.
1 лютого 2016 року Pornhub запустив онлайн-казино на базі Betsoft, Endorphina та ігрового програмного забезпечення 1x2.
У жовтні 2017 року віце-президент Корі Прайс оголосив, що Pornhub використовуватиме програмне забезпечення комп'ютерного зору та штучного інтелекту для ідентифікації та позначення відео на вебсайті інформацією про виконавців та статеві акти. Прайс сказав, що компанія планує сканувати всю свою бібліотеку на початку 2018 року.
17 квітня 2018 року сайт почав приймати криптовалюту Verge як спосіб оплати.

## Шкідлива реклама (Malvertising)
У 2014 році дослідник Конрад Лонгмор виявив, що реклама, яка розміщується на сайтах, містила шкідливі програми, які встановлюють шкідливі файли на комп'ютери користувачів без їхнього дозволу. Longmore розповів BBC, що порнографічні сайти PornHub і XHamster становлять найбільшу загрозу.
У 2017 році охоронна компанія Proofpoint виявила шкідливу рекламу, розміщену на сайті, яка могла встановлювати програмне забезпечення на ПК користувачів. Рекламу просували на сайті понад рік без втручання Pornhub.

## Блокування
У 2011 році європейський провайдер широкосмугового доступу TalkTalk (раніше Tiscali) зазнав критики через те, що його інтернет-фільтр не блокував Pornhub понад тиждень. Це було пов'язано з проблемою безпеки дітей в Інтернеті.
Газета Huffington Post пояснює, що 2013 року "CBS ... відмовилася транслювати коротку рекламу для сайту для дорослих Pornhub під час Суперкубка в неділю ..." 20-секундний ролик, у якому зображена літня пара, що сидить на лавці в парку (ось і все, що відбувається), не має явного змісту". Його було відхилено, оскільки Федеральна комісія зі зв'язку може притягнути CBS до відповідальності за схвалення порнографічного змісту, оскільки оприлюднення порнографії на американському телебаченні є незаконним.
Вебсайт був заблокований Великим Китайським файрволом в Китаї з вересня 2013 року.
У січні 2017 року уряд Філіппін заблокував інтернет-користувачам доступ до PornHub та інших порнографічних сайтів. Вебсайти були заблоковані відповідно до Закону Республіки 9775 або закону про боротьбу з дитячою порнографією, який забороняє сайти, що розміщують дитячу порнографію.
У жовтні 2018 року Високий суд Уттаракханда відновив заборону на PornHub в Індії, але зробив це обов'язковим для інтернет-провайдерів, щоб залишити ділянки, вільні від дитячої порнографії, розблокованими. Щоб обійти заборону, Pornhub створив дзеркальний вебсайт Pornhub.net.
У листопаді 2020 року уряд Таїланду заблокував PornHub поряд з іншими порнографічними сайтами.
Pornhub також заблокований у таких країнах: Азербайджан, Алжир, Афганістан, Бангладеш, Бахрейн, В'єтнам, Єгипет, Джибуті, Індонезія, Йорданія, Ірак, Іран, Ємен, Казахстан, Катар, Куба, Кувейт, Киргизстан, Лаос, Ліван, Лівія, Мавританія, Малайзія, Малі, Марокко, М'янма, Нікарагуа, ОАЕ, Оман, Палестина, Саудівська Аравія, Північна Корея, Сінгапур, Сирія, Судан, Таджикистан, Туркменістан, Узбекистан, Еритрея.

## Скандал у грудні 2020 року
Наприкінці 2020 року американський колумніст Ніколас Крістоа (англ. Nicholas Kristof) опублікував у «The New York Times» матеріал під назвою «Діти Порнхабу» (англ. The Children of PornHub), де розповів історії людей, відео за участю яких без їхньої згоди були завантажені на порносайт. Журналіст висловив обурення пошуковими системами, компаніями та банками, які підтримують сайт, що монетизує сексуальне насильство над дітьми або жінками без свідомості.
Згодом, після публікації розслідування, порносайт відключив можливість вільного завантаження, заборонив завантажувати відео і оголосив про рішення вдосконалити систему модерації.
11 грудня компанії «Mastercard» і «Visa» заборонили використовувати свої банківські карти для оплати на порносайті. Проведене компаніями розслідування підтвердило факт публікації на сайті незаконного контенту, в тому числі відео з насильством над дітьми і неповнолітніми.
14 грудня сайт видалив відео користувачів, що не пройшли верифікацію. За даними видання «The Verge», увечері 12 грудня на PornHub було завантажено 13,5 млн відео. До ранку 14 грудня їхнє число скоротилося до 4,7 млн, було видалено 8,8 млн відео.

## Pornhub в Україні
Компанія, яка оперує сайтом PornHub, ухиляється від реєстрації, у звʼязку з чим до неї був застосований штраф в розмірі 5543 дол. США та відповідне ППР спрямоване компанії та до Агентства доходу Канади.
В липні 2024 року компанія-власник сервісу PornHub зареєструвалася платником ПДВ. Зробила вона це як постачальник електронних послуг.